# Murderabilia

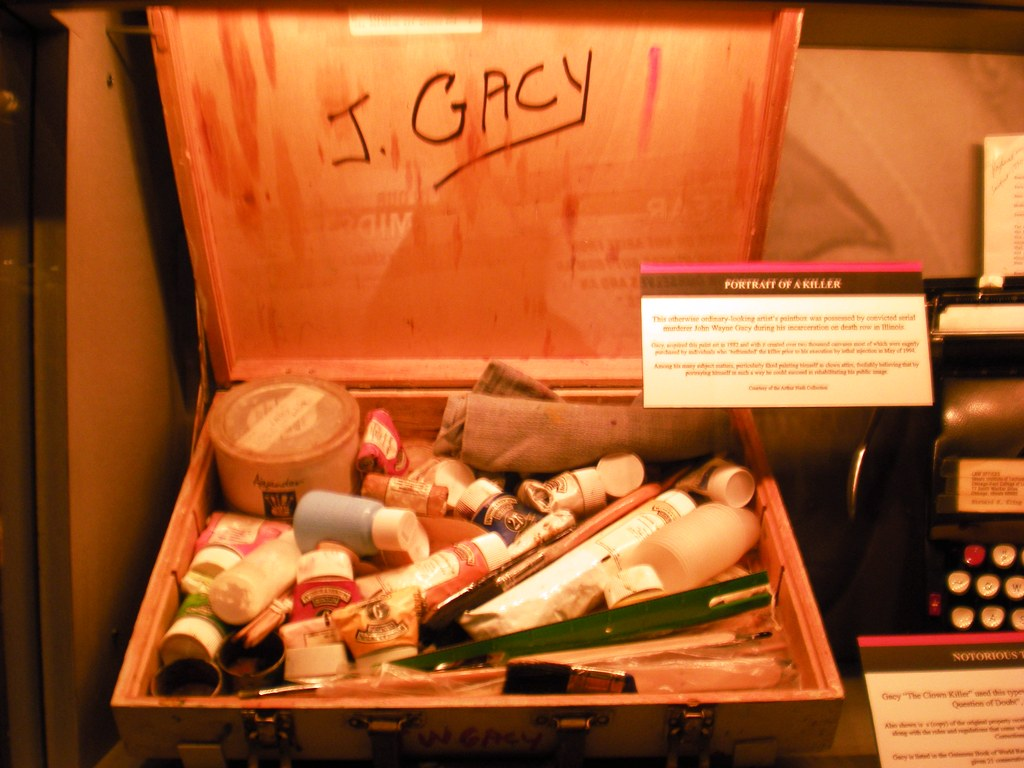
Kit de peinture de John Wayne Gacy.

Les murderabilia, mot-valise forgé à partir des termes anglais murder (« meurtre ») et latin memorabilia (« souvenirs »), désignent des objets liés à des meurtriers, notamment les tueurs en série et les tueurs de masse, marchandisés principalement sur des sites web dévolus à ce type de commerce. Ce terme est inventé par Andy Kahan, directeur du bureau du maire pour les victimes d'actes criminels à Houston, qui se bat contre le commerce des murderabilia.
Ce marché concerne aussi bien des objets commercialisés représentant le tueur ou la scène de crime (T-shirts, cartes à jouer, magazines, calendriers, figurines, site web, pierre tombale ou motte de terre du jardin où le tueur a enterré ses victimes, etc.) que des objets appartenant au criminel ou créés par lui (photos, vidéos, lettres, dessins, œuvres d'art, autographes). Les objets personnels sont notamment des bijoux, vêtements, voire des éléments corporels tels que des mèches de cheveux, rognures d'ongles... Les objets du premier type sont vendus sur des sites web, les seconds sont achetés ou vendus via des ventes privées ou des enchères (site d'enchères en ligne, enchère judiciaire). Ce marché, initialement de niche, s'est développé dans les États-Unis à la fin des années 1990 avec le déploiement d'Internet.

## Analyse sociologique du phénomène
Certaines personnes vouent à ces objets une vénération qui peut procéder d'une pensée magique qui leur attribue des pouvoirs ou leur évoque des associations positives en les transportant dans un univers mental désirable, alors qu'ils devraient plutôt provoquer de l'aversion. Si l'on considère que le dégoût est un des mécanismes créés par la sélection naturelle pour maintenir l'homme à distance de ces objets ou de ces criminels, il est difficile d'expliquer pourquoi des objets utilisés, portés ou même touchés par ces meurtriers sont achetés par des collectionneurs. Les raisons de ce type d'achat peuvent être narcissiques (les collectionneurs pensent accéder à une certaine célébrité par l'acquisition de ces objets) ou financières (ils pensent pouvoir les revendre plus cher).

## Controverses
En mai 2001, face à la pression médiatique, eBay interdit la vente de murderabilia, forçant ce commerce à devenir un marché de niche. Un des principaux vendeurs de murderabilia sur eBay a alors lancé son propre site web, Supernaught, le premier de son genre destiné à la vente d'objets de collection liés à de vrais crimes. Un autre vendeur Todd Bohannon a créé le site d'enchères Murder Auction en janvier 2005.
Aux États-Unis, les tableaux de tueurs en série tels que John Wayne Gacy, Wayne Henley ou Danny Rolling peuvent atteindre plusieurs milliers de dollars sur le Net, leur assurant un important salaire carcéral, si bien que certains États américains ont tenté d'enrayer ce phénomène. Le  projet de loi fédérale du Texas vise à interdire les sites de murderabilia. L'État de New York a adopté des lois, connues sous le nom de Son of Sam laws (en), qui prélèvent les profits que les criminels retirent de la commercialisation de leurs infractions et les reversent à un fonds destiné aux victimes, lois adoptées dans les années 1980 par 29 autres États américains. Cependant, ces lois n'interdisaient pas un tiers de vendre ce type d'articles et d'envoyer de l'argent ou des cadeaux pour les criminels emprisonnés. De plus, en 1991, elles sont déclarées inconstitutionnelles par la Cour suprême des États-Unis car limitant la liberté d'expression protégée par le premier amendement.
En France, le phénomène est marginal mais certains, comme l'écrivain Stéphane Bourgoin, s'indignent par anticipation, considérant qu'il est « malsain et intolérable », même s'il aura lui-même publié le recueil de peintures et de calligraphies Art Killer du tueur Danny Rolling.